# Conocephalus hygrophilus
Conocephalus hygrophilus is een rechtvleugelig insect uit de familie sabelsprinkhanen (Tettigoniidae). De wetenschappelijke naam van deze soort is voor het eerst geldig gepubliceerd in 1915 door Rehn & Hebard.